# 馬紹爾群島—帕勞關係
马绍尔群岛和帕劳有着非常良好的关系，因为它们都受到同美国自由联合协定的约束。马绍尔群岛公民无签证可在帕劳居留一年，帕劳公民无签证可在马绍尔群岛无限期居留。这两个国家以及美国和密克罗尼西亚联邦相互支持。